# Orden des Heiligen Wladimir
Der Kaiserliche Orden des Heiligen und Apostelgleichen Großfürsten Wladimir (russisch Императорский орден Святого Равноапостольного великого князя Владимира/ Imperatorskij orden Swjatowo Rawnoapostolnogo welikowo knjasja Wladimira) war ein kaiserlich-russischer Zivil- und Militärverdienstorden.

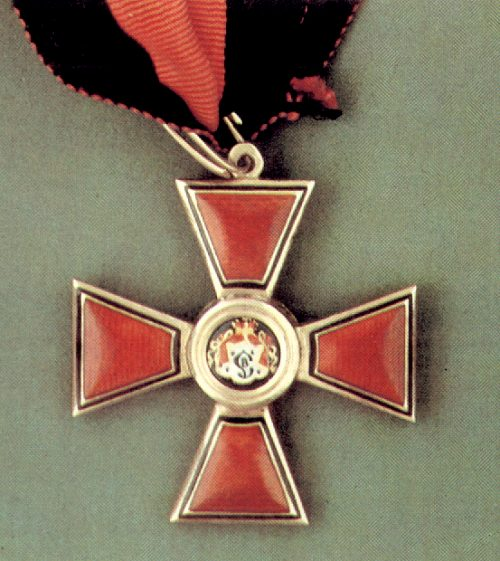
Wladimirorden, Kreuz III. Klasse

Der Orden wurde am 22. Septemberjul. / 3. Oktober 1782greg. anlässlich des 20-jährigen Regierungsjubiläums der Zariza Katharina II. als Verdienstauszeichnung für alle Stände in vier Klassen gestiftet. Die I. und II. Klasse trugen das Großkreuz am Schulterband von der rechten Schulter bzw. als Halsdekoration, außerdem einen Bruststern, die III. Klasse das Komturkreuz als Halsdekoration und die IV. Klasse das Kleinkreuz am Knopfloch. Der Orden sollte an Ruriks Urenkel Wladimir I. erinnern, den Großfürsten der Kiewer Rus, der das Christentum in Russland einführte.

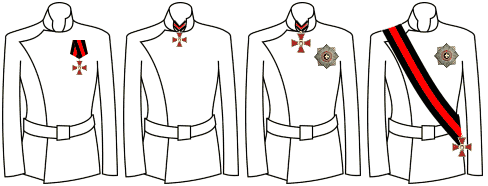
Trageweise IV. bis I. Klasse (von links nach rechts)

Das Ordenszeichen ist ein schmales rot emailliertes Tatzenkreuz, dessen Arme schwarz und golden umrahmt sind. Im mittleren Medaillon des Avers befindet sich ein ausgebreiteter Fürstenmantel aus Hermelinfell mit der goldenen Namenschiffre des Hl. Wladimir, einem kyrillischen „В“ (W) unter einer Fürstenkrone. Im Revers trägt das Medaillon die silberne Inschrift „22 сентября 1782“, das Stiftungs- und Ordenstagsdatum. Der Bruststern ist achtstrahlig aus abwechselnd silbernen und goldenen Strahlen und trägt in seiner Mitte ein rundes Medaillon mit einem kleinen goldenen Kreuz, das zwischen seinen Armen die Buchstaben С Р К В (Святой Равноапостольный великий князь Владимир) zeigt. Das Medaillon ist von einem rotemaillierten Band mit der Ordensdevise ПОЛЬЗА ЧЕСТЬ И СЛАВА Polsa, tschest i slawa (russisch), deutsch ‚Nutzen, Ehre und Ruhm‘ in goldenen Buchstaben umgeben.
Der Wladimirorden wurde an einem dunkelroten Bande mit beiderseitigen schwarzen Streifen getragen. Er wurde nie mit Brillanten verliehen.
Um 1856 wurde auch eine Militärklasse des Wladimirordens geschaffen, mit goldenen Schwertern zwischen den Armen des Kreuzes und auf dem Stern und zusätzlich zwei gekreuzten goldenen Schwertern am Ring, die eine frühere Dekoration mit Schwertern in einer niedrigeren Klasse bezeichneten (die man auf diese Weise zum höheren Grad überführen durfte). Der Orden der 4. Klasse mit der Inschrift 25 лет (25 ljet) (russisch), deutsch ‚25 Jahre‘ wurde für 25 Jahre Dienst als Beamter oder Offizier vergeben und verlieh dem Ausgezeichneten den erblichen Adel. Es gab auch Militärkreuze des Ordens mit der Inschrift „20 КАМ.“ oder „25 КАМ.“ für 20 bzw. 25 Kampagnen in der kaiserlichen Armee. 
Das Ordenszeichen für Nichtchristen hatte die Form des Kreuzes behalten, weist aber im Mittenmedaillon den schwarzen Doppeladler vor goldenem Hintergrund auf. Der Ordensstern für Nichtchristen trägt in seiner Mitte das Medaillon vom Revers des Ordenskreuzes mit dem Stiftungsdatum.
Um 1880 entstand die statutenwidrige Mode, die rotemaillierten Kreuze statt mit Emaille mit schwärzlichem Glas zu bedecken, so dass sie sich vorteilhafter auf der Uniform ausnahmen. Diese Mode wurde von den Behörden geduldet. Man begegnet diesen schwarzen Kreuzen nicht nur beim Wladimir-, sondern auch beim Stanislaus-, Anna- und sogar beim Alexander-Newski-Orden. Die einzige Ausnahme bildete der Russische Militärorden des Heiligen Georg.
Bis 1915 wurde der Orden aus reinem Gold hergestellt, danach bis 1917 aus vergoldetem Kupfer. Nach 1917 wurde der Orden nicht mehr verliehen.

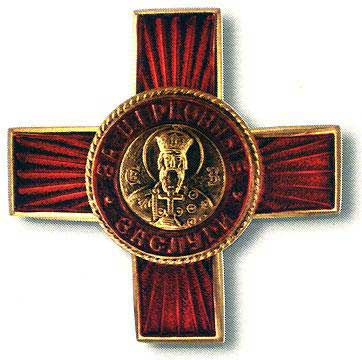
Wladimirorden (III. Klasse) der russisch-orthodoxen Kirche

1957 wurde er von der russisch-orthodoxen Kirche mit verändertem Aussehen und Devise „За церковные заслуги“ (Sa zerkownye saslugi, Für kirchlichen Verdienst) in drei Klassen erneuert und wird seitdem an Priester und Nonnen verliehen.